# Brasiliens Grand Prix 2000
Brasiliens Grand Prix 2000 var det andra av 17 lopp ingående i formel 1-VM 2000.

## Resultat
1. Michael Schumacher, Ferrari, 10 poäng
2. Giancarlo Fisichella, Benetton-Playlife, 6
3. Heinz-Harald Frentzen, Jordan-Mugen Honda, 4
4. Jarno Trulli, Jordan-Mugen Honda, 3
5. Ralf Schumacher, Williams-BMW, 2
6. Jenson Button, Williams-BMW, 1
7. Jos Verstappen, Arrows-Supertec
8. Pedro de la Rosa, Arrows-Supertec
9. Ricardo Zonta, BAR-Honda
10. Gaston Mazzacane, Minardi-Fondmetal

### Förare som bröt loppet
- Johnny Herbert, Jaguar-Cosworth (varv 51, växellåda)
- Marc Gené, Minardi-Fondmetal (31, motor)
- Mika Häkkinen, McLaren-Mercedes (30, oljetryck)
- Rubens Barrichello, Ferrari (27, hydraulik)
- Eddie Irvine, Jaguar-Cosworth (20, snurrade av)
- Jacques Villeneuve, BAR-Honda (16, växellåda)
- Jean Alesi, Prost-Peugeot (11, elsystem)
- Nick Heidfeld, Prost-Peugeot (9, motor)
- Alexander Wurz, Benetton-Playlife (6, motor)

### Förare som diskvalificerades
- David Coulthard, McLaren-Mercedes (varv 71, regelstridig vinge)

### Förare som ej startade
- Pedro Diniz, Sauber-Petronas (säkerhetsskäl)
- Mika Salo, Sauber-Petronas (säkerhetsskäl)

## VM-ställning
| Förarmästerskapet 1. Michael Schumacher, Ferrari, 20 2. Giancarlo Fisichella, Benetton-Playlife, 8 3. Rubens Barrichello, Ferrari, 6 Ralf Schumacher, Williams-BMW, 6 | Konstruktörsmästerskapet 1. Ferrari, 26 2. Benetton-Playlife, 8 3. Jordan-Mugen Honda, 7 Williams-BMW, 7 |